# Dayanand Shetty
Dayanand Chandrashekhar Shetty (sinh ngày 11 tháng 12 năm 1969 tại Karnataka, Ấn Độ) là một nam diễn viên, người mẫu, doanh nhân và người dẫn chương trình người Ấn Độ. Ông được biết đến qua vai diễn Thanh tra Daya trong loạt phim truyền hình Đội đặc nhiệm CID. Ông được giới thiệu vào Đại sảnh Danh vọng của Giải Vàng vào năm 2018.

## Tiểu sử
Dayanand Shetty sinh ngày 11 tháng 12 năm 1969 trong một gia đình thuộc cộng đồng Bunt nói tiếng Tulu tại làng Shirva, huyện Dakshina Kannada (nay thuộc huyện Udupi) thuộc bang Karnataka, Ấn Độ. Ông từng tốt nghiệp Trường Đại học Rizvi ở Bandra, Mumbai, bang Maharashtra với bằng cử nhân thương mại.

## Sự nghiệp

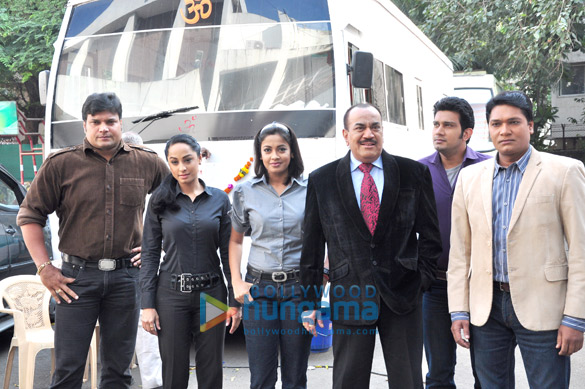
Dayanand Shetty cùng với dàn diễn viên của bộ phim Đội đặc nhiệm CID: Shivaji Satam, Aditya Srivastava, Janvi Chheda, Ansha Sayed và Vineet Kumar Chaudhary.

Ông từng là một vận động viên thể thao trước khi chuyển sang làm diễn viên do gặp chấn thương ở chân. Ông từng là một vận động viên ném đĩa, môn thể thao này đã giúp ông giành được nhiều giải thưởng trong sự nghiệp. Năm 1996, ông giành chức vô địch ném đĩa tại giải đấu ở bang Maharashtra. Ông đã từng đóng nhiều bộ phim quảng cáo và từng nhận giải thưởng với tư cách là một diễn viên kịch. Ông đã giành giải thưởng Nam diễn viên xuất sắc nhất với vai diễn cho vở kịch bằng tiếng Tulu mang tên Secret.
Năm 1998, ông được khán giả biết đến qua vai diễn Thanh tra Daya trong Đội đặc nhiệm CID. Trong bộ phim, ông cùng với Shivaji Satam và Aditya Srivastava là bộ ba diễn viên chính. Ngoài ra, ông cũng viết kịch bản cho một số tập của bộ phim.
Ông cũng đóng một số bộ phim quảng cáo, phim điện ảnh và phim truyền hình dài tập. Ông cũng từng nhận giải thưởng "Best Looking Guys" (tạm dịch là: Chàng trai đẹp nhất màn ảnh) vào năm 2002. Ông từng tham gia Jhalak Dikhhla Jaa (mùa 4 năm 2010), một chương trình truyền hình thực tế về khiêu vũ ở Ấn Độ.
Ông cũng tham gia mùa 5 của chương trình Fear Factor: Khatron Ke Khiladi, và đã thực hiện nhiều cảnh quay nguy hiểm, tuy nhiên ông bị loại và xếp thứ 13 chung cuộc.
Ông và Shivaji Satam từng xuất hiện với tư cách khách mời trong chương trình Sa Re Ga Ma Pa L'il Champs. Năm 2014, ông cùng với Shivaji Satam, Aditya Srivastava và Narendra Gupta đã từng tham gia chương trình Kaun Banega Crorepati. Ông từng nhận giải Nam diễn viên phụ xuất sắc nhất tại Giải Vàng 2012.

## Đời tư
Ông từng kết hôn với Smitha Shetty và cả hai người đã có một cô con gái tên là Viva Shetty.

## Danh sách tác phẩm

### Phim điện ảnh
| Năm  | Tác phẩm          | Vai diễn           | Tham khảo     |
| ---- | ----------------- | ------------------ | ------------- |
| 1996 | Diljale           | Xạ thủ             |               |
| 2007 | Johnny Gaddaar    | Shiva              | [ 11 ] [ 12 ] |
| 2009 | Runway            | Thanh tra cảnh sát |               |
| 2014 | Singham Returns   | Thanh tra Daya     |               |
| 2022 | Govinda Naam Mera | Thanh tra Javed    | [ 13 ]        |
| 2023 | Yaan SuperStar    | Bala Krishna       | [ 14 ]        |
| 2023 | The Tenant        | Thám tử Daya       | [ 15 ]        |
| 2024 | Singham Again     | Thanh tra Daya     |               |

### Phim và chương trình truyền hình
| Năm       | Tác phẩm                          | Vai diễn                 | Tham khảo            | Ghi chú                |
| --------- | --------------------------------- | ------------------------ | -------------------- | ---------------------- |
| 1998–2018 | Đội đặc nhiệm CID                 | Thanh tra Daya           | [ 16 ]               | Vai chính              |
| 2005      | CID: Special Bureau               | Thanh tra Daya           |                      | Ngoại truyện           |
| 2005      | Jassi Jaissi Koi Nahin            |                          |                      | Vai diễn khách mời     |
| 2005      | Kkusum                            |                          |                      | Vai diễn khách mời     |
| 2010      | Jhalak Dikhhla Jaa                | Thí sinh                 | [ 17 ]               |                        |
| 2010–2012 | Gutur Gu                          | Harpreet Singh           |                      | Mùa 1                  |
| 2011      | Surya The Super Cop               | Thanh tra Daya           |                      | Ngoại truyện           |
| 2012      | Adaalat - CID Viruddh Adaalat     | Thanh tra Daya           |                      | Ngoại truyện           |
| 2012      | Gutur Gu                          | Daya                     |                      | Mùa 2                  |
| 2013      | Gutur Gu                          | Hàng xóm của Bully       |                      | Mùa 3                  |
| 2014      | Taarak Mehta Ka Ooltah Chashmah   | Thanh tra Daya           |                      | Khách mời              |
| 2014      | Adaalat                           | Thanh tra Daya           |                      | Ngoại truyện           |
| 2014      | Fear Factor: Khatron Ke Khiladi 5 | Thí sinh                 | [ 18 ] [ 19 ] [ 20 ] |                        |
| 2016      | Gupp Chupp                        | Rocky                    |                      | Vai diễn khách mời     |
| 2019      | CIF                               | Thanh tra Hanuman Pandey | [ 21 ]               | Vai chính              |
| 2021      | Savdhaan India                    | Người dẫn chương trình   | [ 22 ]               | 5 tập của chương trình |

## Giải thưởng và đề cử
| Năm  | Giải thưởng                                 | Hạng mục                          | Tác phẩm đề cử    | Kết quả   | Nguồn  |
| ---- | ------------------------------------------- | --------------------------------- | ----------------- | --------- | ------ |
| 2013 | Giải thưởng Ấn tượng của Trẻ em Nickedoleon | Nam diễn viên được yêu thích nhất | Đội đặc nhiệm CID | Đề cử     |        |
| 2016 | Giải thưởng Ấn tượng của Trẻ em Nickedoleon | Nam diễn viên được yêu thích nhất | Đội đặc nhiệm CID | Đề cử     |        |
| 2011 | Giải Vàng                                   | Nam diễn viên phụ xuất sắc nhất   | Đội đặc nhiệm CID | Đoạt giải | [ 23 ] |
| 2018 | Giải Vàng                                   | Đại sảnh Danh vọng                | Đội đặc nhiệm CID | Đoạt giải | [ 3 ]  |